# Dawny kościół baptystyczny w Drawsku Pomorskim
Dawny kościół baptystyczny w Drawsku Pomorskim – budynek w Drawsku Pomorskim przy ul. Bocznej 1 wzniesiony w 1927 na potrzeby zboru baptystycznego i w ten sposób wykorzystywany do 1945. Po II wojnie światowej był przeznaczony na magazyn, obecnie jest siedzibą stowarzyszenia Koło Przyjaciół Pomorza.

## Architektura
Jest to obiekt dwubryłowy o cechach historyzujących z ryzalitem przyszczytowym uzupełnionym tympanonem. Wzniesiono go z cegły ceramicznej. Otynkowany. W 5–stopniowej skali zachowania oceniono go na stopień 4. Obiekt jest wpisany do gminnej ewidencji zabytków Drawska Pomorskiego i opatrzono go sygnaturą A–510.